# Ctenophthalmus expansus
Ctenophthalmus expansus är en loppart som beskrevs av Hamilton Paul Traub 1950. Ctenophthalmus expansus ingår i släktet Ctenophthalmus och familjen mullvadsloppor.

## Underarter
Arten delas in i följande underarter:
- C. e. expansus
- C. e. myodosus